# Aire urbaine de Mamoudzou
En 2017, l'aire urbaine de Mamoudzou a une population municipale de  227 245 habitants et comporte 15 communes, pour une superficie de 275 km2 (définition 2010).
Elle est substituée par l'aire d'attraction de Mamoudzou, publiée en octobre 2020 et composée de 17 communes.
Ces communes sont toutes situées dans la région et département d'outre-mer de Mayotte. L'aire urbaine est centrée sur le pôle urbain de Mamoudzou et regroupe toutes les communes de la principale île du département, Grande-Terre.
En 2012, elle se classe 51e au rang national (dans sa définition 2010) au regard de la population.

## Composition
| Nom           | Code Insee | Statut | Superficie (km2) | Population (dernière pop. légale) | Densité (hab./km2) |
| ------------- | ---------- | ------ | ---------------- | --------------------------------- | ------------------ |
| Acoua         | 97601      |        | 13,11            | 4 714 (2012)                      | 360                |
| Bandraboua    | 97602      |        | 32,11            | 10 132 (2012)                     | 316                |
| Bandrele      | 97603      |        | 36,56            | 10 282 (2017)                     | 281                |
| Bouéni        | 97604      |        | 36,56            | 6 402 (2012)                      | 175                |
| Chiconi       | 97605      |        | 8,26             | 7 048 (2012)                      | 853                |
| Chirongui     | 97606      |        | 28,76            | 8 920 (2017)                      | 310                |
| Dembeni       | 97607      |        | 38,38            | 10 923 (2012)                     | 285                |
| Kani-Kéli     | 97609      |        | 20,59            | 5 507 (2017)                      | 267                |
| Koungou       | 97610      |        | 28,41            | 26 488 (2012)                     | 932                |
| Mamoudzou     | 97611      |        | 42,3             | 57 281 (2012)                     | 1 354              |
| Mtsamboro     | 97612      |        | 16,41            | 7 705 (2017)                      | 470                |
| M'Tsangamouji | 97613      |        | 21,84            | 6 314 (2012)                      | 289                |
| Ouangani      | 97614      |        | 19,05            | 9 834 (2012)                      | 516                |
| Sada          | 97616      |        | 10,26            | 10 195 (2012)                     | 994                |
| Tsingoni      | 97617      |        | 34,42            | 10 454 (2012)                     | 304                |

## Histoire
L'aire urbaine de Mamoudzou a été délimitée en 2010 à l'occasion de la publication des chiffres du recensement de 2012. Elle fait partie des grandes aires urbaines, dans la mesure où le pôle urbain accueille au moins 10 000 emplois.

## Évolution démographique
L'évolution démographique ci-dessous concerne l'aire urbaine dans la délimitation de 2010.
| 1997    | 2002    | 2007    | 2012    | 2017    |
| ------- | ------- | ------- | ------- | ------- |
| 113 515 | 135 196 | 160 036 | 188 442 | 227 245 |